# Bill Foster
Billy Ray Foster, mais conhecido como Bill Foster (Augusta, 7 de abril de 1932 – Los Angeles, 2 de fevereiro de 2011), foi um diretor de televisão norte-americano, lembrado por seu trabalho com sitcoms, principalmente: Full House, Sanford and Son, Marblehead Manor e You Again?.